# Шапошников, Юрий Николаевич
Юрий Николаевич Шапошников (4 января 1925— 3 февраля 1993) — советский шахматист, мастер спорта СССР (1951). Инженер-конструктор.
В первенстве УССР (1946) разделил 4—6-е места, другие лучшие результаты: в чемпионат РСФСР — 5—7, в полуфиналах первенства СССР — XIX — 5—7, XX — 5—6. Чемпион вооруженных сил (1952). 
Выступал за «Труд» (Куйбышев).

## Биография
Родился в 1925 году. После окончания школы работал токарем на оборонном заводе в Свердловске. В 1943 году призван в армию. Участвовал в военных действиях и был награжден медалями "За взятие Кенигсберга", "За взятие Берлина", двумя "За боевые заслуги" и орденом Отечественной войны. 
После демобилизации из армии (1952 г.) жил в г. Куйбышев (Самара), работал в ОКБ на оборонных предприятиях. Был ведущим инженером-конструктором, имел авторские свидетельства на изобретения.  
Участвовал в первенствах Украинской ССР (1946) и РСФСР (1950, 1952, 1954, 1958, 1960) по шахматам. Играл в полуфиналах чемпионата СССР (1951, 1952, 1958).
Партии Ю. Шапошникова включали в свои книги известные шахматисты И. Кан, Я. Нейштадт, 7-й чемпион мира В. Смыслов и др.. Гроссмейстер Лев Полугаевский отмечал его роль в создании «варианта Полугаевского». 

## Основные спортивные результаты
| Год  | Город          | Турнир                    | + | − | = | Результат | Место |
| ---- | -------------- | ------------------------- | - | - | - | --------- | ----- |
| 1946 | Киев           | чемпионат Украинской ССР  |   |   |   | 11½ из 17 | 4—6   |
| 1950 | Горький        | чемпионат РСФСР           | 5 | 6 | 1 | 5½ из 12  | 10    |
| 1951 | Свердловск     | полуфинал чемпионата СССР | 8 | 5 | 6 | 11 из 19  | 5—7   |
| 1952 | Тула           | чемпионат РСФСР           | 4 | 4 | 5 | 6½ из 13  | 8—10  |
| 1952 | Сочи           | полуфинал чемпионата СССР | 7 | 4 | 6 | 10 из 17  | 5—6   |
| 1954 | Ростов-на-Дону | чемпионат РСФСР           | 4 | 4 | 9 | 8½ из 17  | 8—11  |
| 1958 | Сочи           | чемпионат РСФСР           | 7 | 5 | 7 | 10½ из 19 | 5—7   |
| 1958 | Ташкент        | полуфинал чемпионата СССР | 5 | 6 | 4 | 7 из 15   | 9     |
| 1960 | Пермь          | чемпионат РСФСР           | 5 | 4 | 8 | 9 из 17   | 7—8   |

## Оценки
- Из книги «Россия шахматная» (1968):

«Ю. Шапошников — большой любитель редких дебютных продолжений. Его партии, как правило, насыщены красивыми комбинациями, неожиданными тактическими ударами. Куйбышевский мастер в связи с загруженностью по работе сравнительно редко выступает в соревнованиях, но зато много играет по переписке и известен как глубокий аналитик».   
— Магергут А. Россия шахматная. — Тула, 1968
- Из книги «Рождение варианта» (1977):

«После нашего совместного анализа Ю. Шапошников применил ход 7. ..b5 в ставшей знаменитой партии с Ю. Котковым на чемпионате РСФСР 1958 года... И я начал рассматривать десятки разветвлений основного продолжения, готовясь применять вариант 7. ..b5 всерьёз и надолго».     
— Лев Полугаевский. Рождение варианта. — М.: ФиС, 1977

## Семья
- Жена — Ирина Славинская (чемпионка Куйбышева по шахматам)[2].